# 叶卡捷琳娜·瓦尔纳瓦
叶卡捷琳娜·弗拉基米罗芙娜·瓦尔纳瓦（羅馬化：Yekaterina Vladimirovna Varnava；1984年12月9日—），俄罗斯电视节目主持人、电影女演员、喜剧女人秀的参与者和编舞。曾是KVN团队“小国之队”和“我的秘密”的成员。2017年3月，因参演有关克里米亚被占领的作品而被乌克兰国家安全局下达长达五年不得进入乌克兰的禁令。2019年3月21日，乌克兰文化部更新了包含她在内的威胁乌克兰国家安全的黑名单。2020年3月18日，乌克兰文化和信息政策部将她从黑名单中删除。